# Mount Kopere
Mount Kopere ist ein 2321 m hoher Berg in der antarktischen Ross Dependency. In den Churchill Mountains ragt er 2,5 km nordwestlich des Lyttelton Peak im Zentrum der Cobham Range auf.
Teilnehmer der von 1964 bis 1965 dauernden Kampagne im Rahmen der New Zealand Geological Survey Antarctic Expedition zur Erkundung der Holyoake Range, der Cobham Range und der Queen Elizabeth Range benannten den Berg nach dem Begriff für „Pfeil“ aus dem Māori. Namensgebend ist die Querschnittsform des Bergs, die an eine Pfeilspitze erinnert.